# Canary Wharf (London Underground)

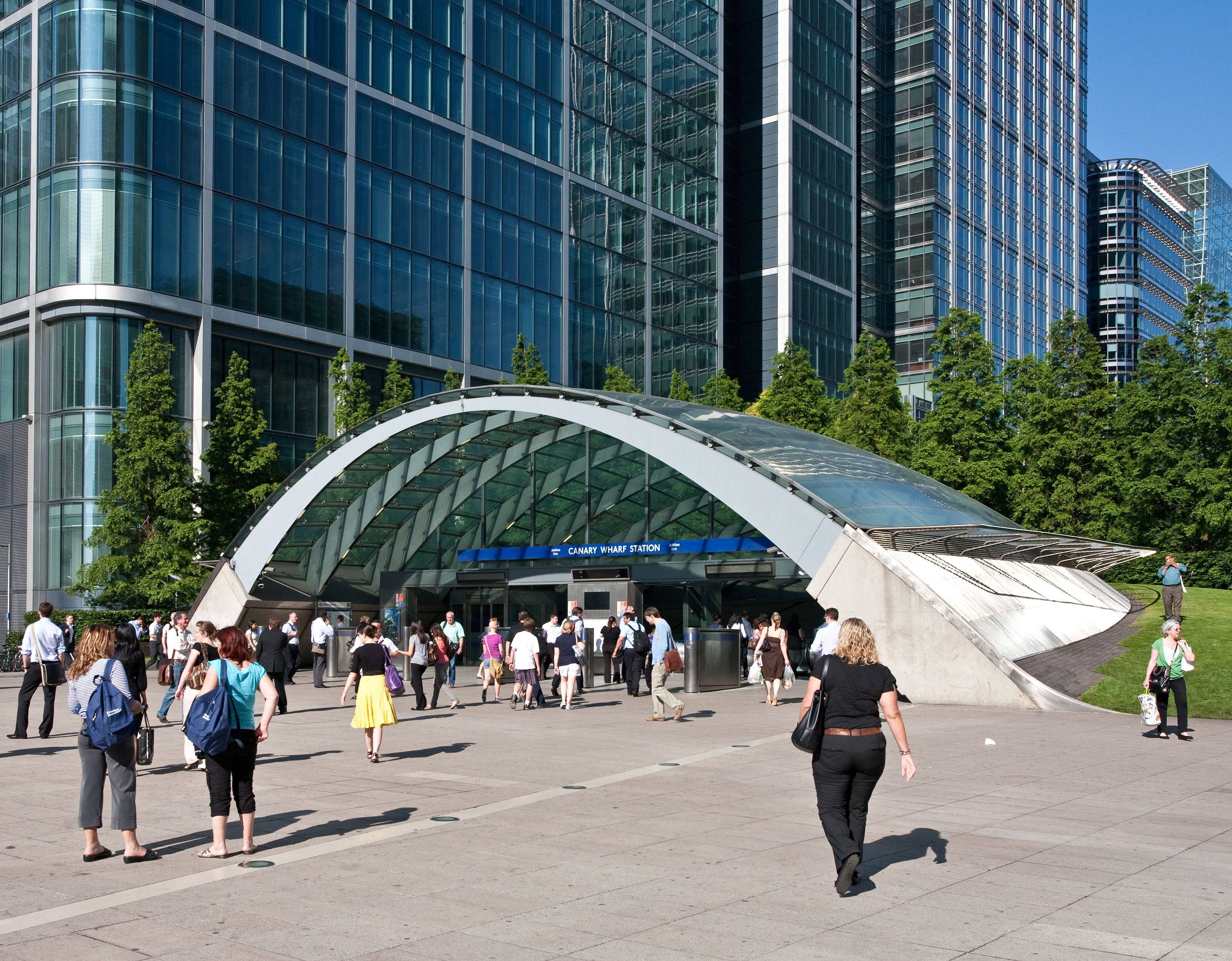
Eingang zur Station Canary Wharf

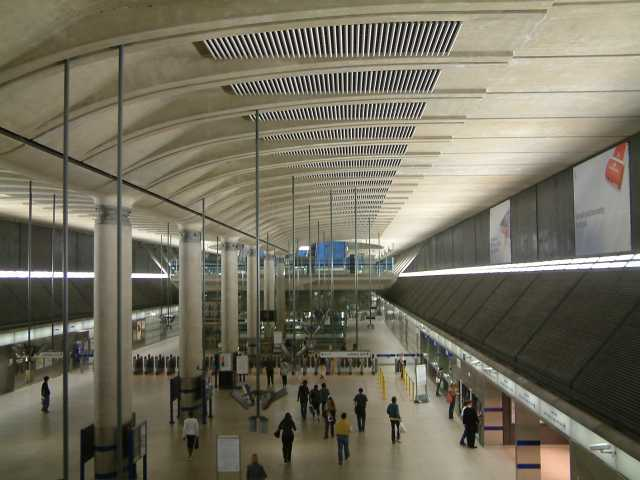
Futuristisch anmutende Verteilerebene

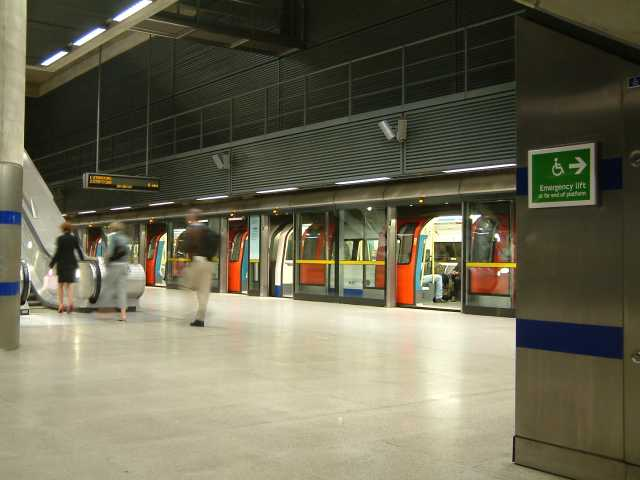
Ein Zug fährt in die Station ein

Canary Wharf ist eine unterirdische Station der London Underground im Stadtbezirk London Borough of Tower Hamlets. Sie liegt in der Tarifzone 2 inmitten des stetig wachsenden Wolkenkratzerviertels Canary Wharf in den Docklands. Im Jahr 2014 nutzten 51,81 Millionen Fahrgäste diese von der Jubilee Line bediente Station. Der Bahnhof Canary Wharf von Crossrail, der im Mai 2022 eröffnet wurde, liegt rund dreihundert Meter weiter nördlich und ist nicht direkt mit der U-Bahn-Station verbunden.

## Geschichte
Die offizielle Eröffnung erfolgte am 17. September 1999 durch Bürgermeister Ken Livingstone. Vor dem Bau der Jubilee Line-Verlängerung in Richtung Stratford waren die öffentlichen Verkehrsverbindungen in den Docklands relativ schlecht. Obwohl seit 1987 die Station Canary Wharf der Docklands Light Railway in Betrieb ist, war den Planern schon um 1990 klar geworden, dass deren Kapazität bald ausgeschöpft sein würde. Mit der Jubilee Line sollte die zu erwartende rasante Zunahme der Fahrgastzahlen bewältigt werden.
Die Station Canary Wharf und die Verlängerung der Jubilee Line wurden teilweise von den Eigentümern von Canary Wharf finanziert. Bereits wenige Jahre nach der Eröffnung scheint das erneute Erreichen der Kapazitätsgrenze in naher Zukunft absehbar. Ein neues Signalsystem, das einen geringeren Abstand der Züge ermöglicht, soll für Entlastung sorgen. Ebenso wurden die Züge von sechs auf sieben Wagen verlängert. Seit 2022 steht mit Crossrail eine weitere Bahnverbindung nach Canary Wharf zur Verfügung, die die Jubilee Line entlastet.
Im Jahr 2002 entstanden in der Station einzelne Szenen des Films 28 Days Later. Auch für den Film Rogue One: A Star Wars Story fanden hier Dreharbeiten statt.

## Anlage
Obwohl es eine gleichnamige Station der Docklands Light Railway gibt, ist diese nicht Teil der U-Bahn-Station. Die Station Heron Quays liegt sogar etwas näher. Alle drei Stationen sind unterirdisch durch Ladenpassagen miteinander verbunden.
Von Anfang an war Canary Wharf als Vorzeigeobjekt der Jubilee Line-Verlängerung geplant und der renommierte Architekt Norman Foster erhielt den Auftrag für die Ausarbeitung des Designs. Die Station wurde in einem leer gepumpten ehemaligen Hafenbecken errichtet und mittels offener Bauweise entstand eine 24 Meter tiefe und 265 Meter lange Grube. Das Volumen der Station erinnert in ihrem Ausmaß an eine Kathedrale.
An der Erdoberfläche deutet nur wenig auf den riesigen Innenraum hin. Zwei gekrümmte Vordächer aus Glas am östlichen und westlichen Ende der Station überspannen die Eingänge und lassen das Tageslicht in die Verteilerebene hindurchscheinen. Zwischen den beiden Vordächern befindet sich ein öffentlich zugänglicher Park. Ursprünglich war vorgesehen, die Fläche zwischen den Vordächern wieder mit Wasser aufzufüllen. Doch dies erwies sich als technisch nicht machbar, weshalb der Park entstand.
Wie in den übrigen im Jahr 1999 eröffneten Tunnelstationen der Jubilee Line-Verlängerung sind auch die Bahnsteige in Canary Wharf durch Bahnsteigtüren von den Gleisen getrennt.